# Adolf Henning

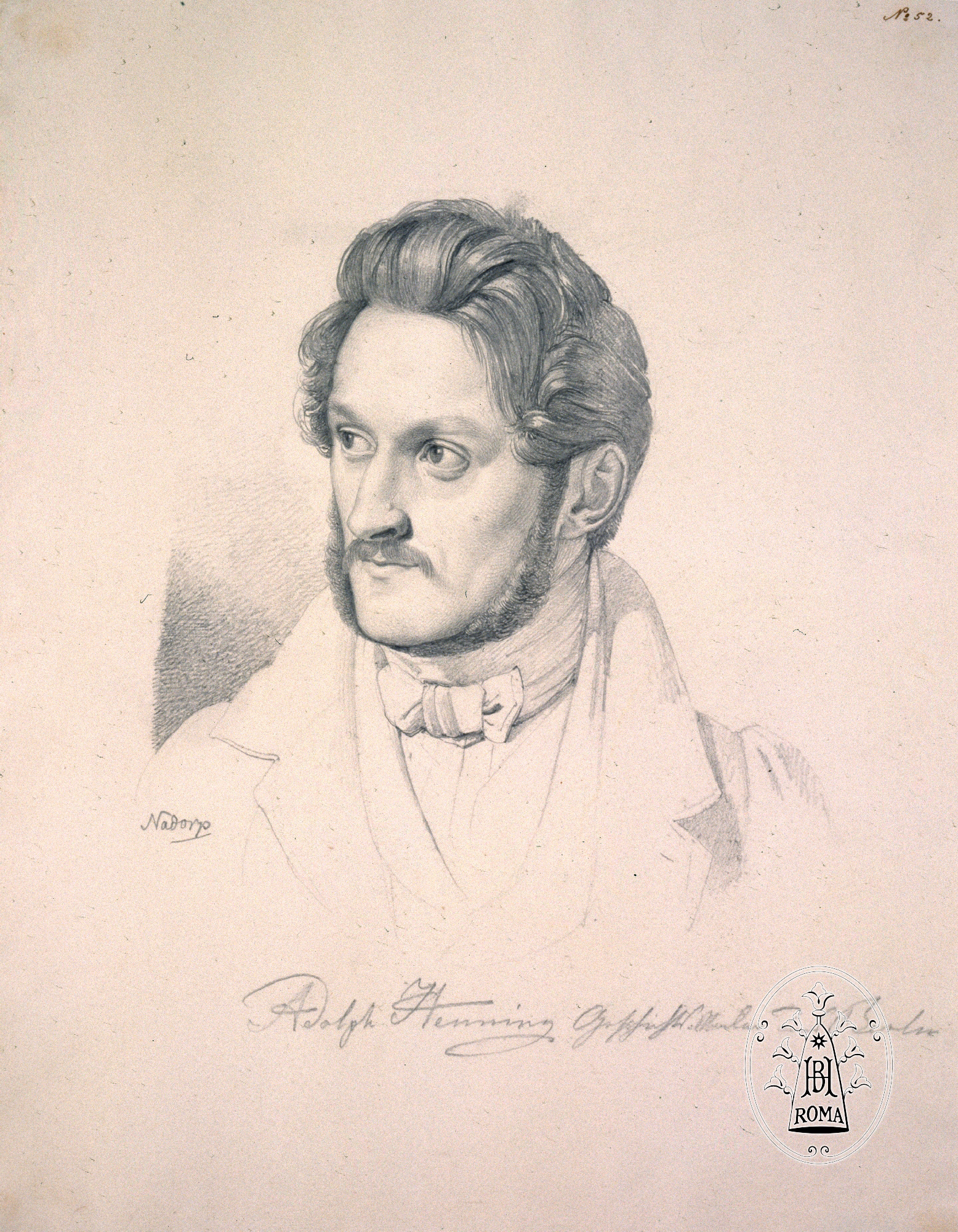
Adolf Henning, gezeichnet von Franz Nadorp, Rom um 1834

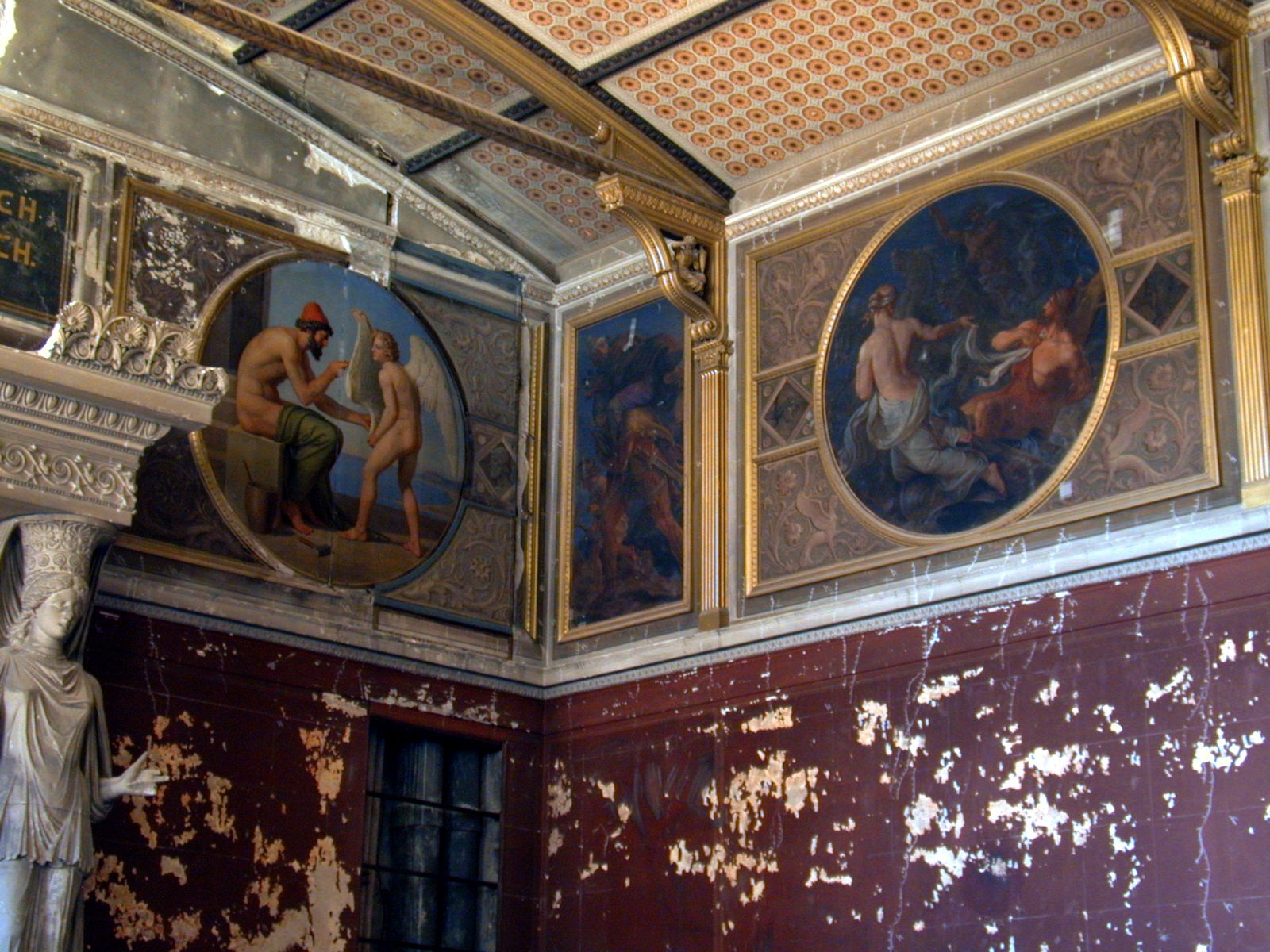
Wandmalereien von Adolf Henning im Niobidensaal des Neuen Museums in Berlin (von rechts): Rettung des Odysseus durch den Schleier der Leukothea und Äneas flieht mit Anchises und Ascanius aus dem brennenden Troja

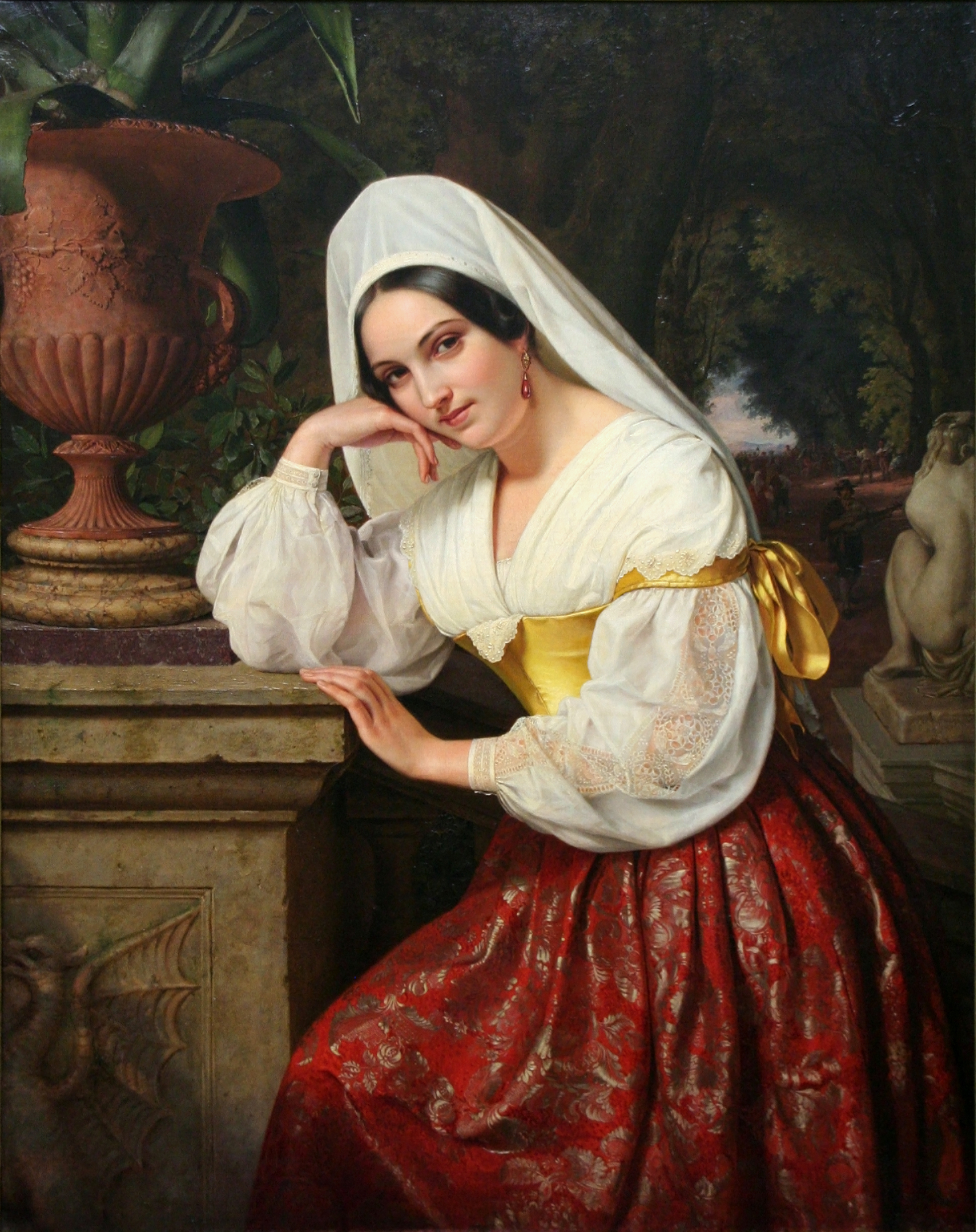
Mädchen von Frascati, 1838, Alte Nationalgalerie, Berlin

Carl Adolf Henning (* 28. Februar 1809 in Berlin; † 25. März 1900 ebenda) war ein deutscher Maler.

## Leben
Adolf Henning wurde am 28. Februar 1809 in Berlin als Sohn des Hofkapellmeisters Karl Wilhelm Henning (1784–1867) geboren. Er studierte ab 1823 als Schüler an der Berliner Akademie u. a. bei Wilhelm Wach. 1833 ist er an der Kunstakademie Düsseldorf in der ersten Klasse bei Wilhelm von Schadow als Historien- und Bildnismaler nachgewiesen. Zusammen mit dem Maler Heinrich Mücke reiste er 1833 bis 1835 nach Italien. 
Während seiner Zeit in Rom porträtierte Henning zweimal das berühmte Modell Fortunata Segatori. Das Ölgemälde befindet sich heute im Thorvaldsen Museum in Kopenhagen, das zweite Bildnis, eine Zeichnung, in einer Privatsammlung in Deutschland.
Nach seiner Rückkehr nach Berlin verdiente er seinen Lebensunterhalt als erfolgreicher Porträtmaler. 1839 wurde er Mitglied und Professor an der Berliner Akademie.
Henning war seit 1836 verheiratet mit Marie Jordan (* 1816 in Berlin, † 1899 ebenda). Sein Schwager und Freund war der Maler Rudolf Jordan.
Adolf Henning starb am 25. März 1900 in Berlin.
Am 7. April 2019 wurde eine Folge der Sendung Lieb & Teuer des NDR ausgestrahlt, die von Janin Ullmann moderiert und im Schloss Reinbek gedreht wurde. Darin wurde mit dem Kunsthistoriker Wilhelm Hornbostel ein Lackbild auf Weißblech besprochen, das um 1840 von einem Maler der Braunschweiger Manufaktur von Heinrich Wilhelm Stockmann nach einem verschollenen Porträt von Adolf Henning gemalt wurde, das die Schauspielerin und Opernsängerin Wilhelmine Schröder-Devrient zeigt.

## Werke
- 1833: Altenberger Dom, Papier auf Leinwand, Verwaltung der Staatlichen Schlösser und Gärten, Schloss Charlottenburg, Berlin
- 1838: Mädchen von Frascati, Alte Nationalgalerie, Berlin
- Wandmalereien im Niobidensaal des Neuen Museum, Berlin

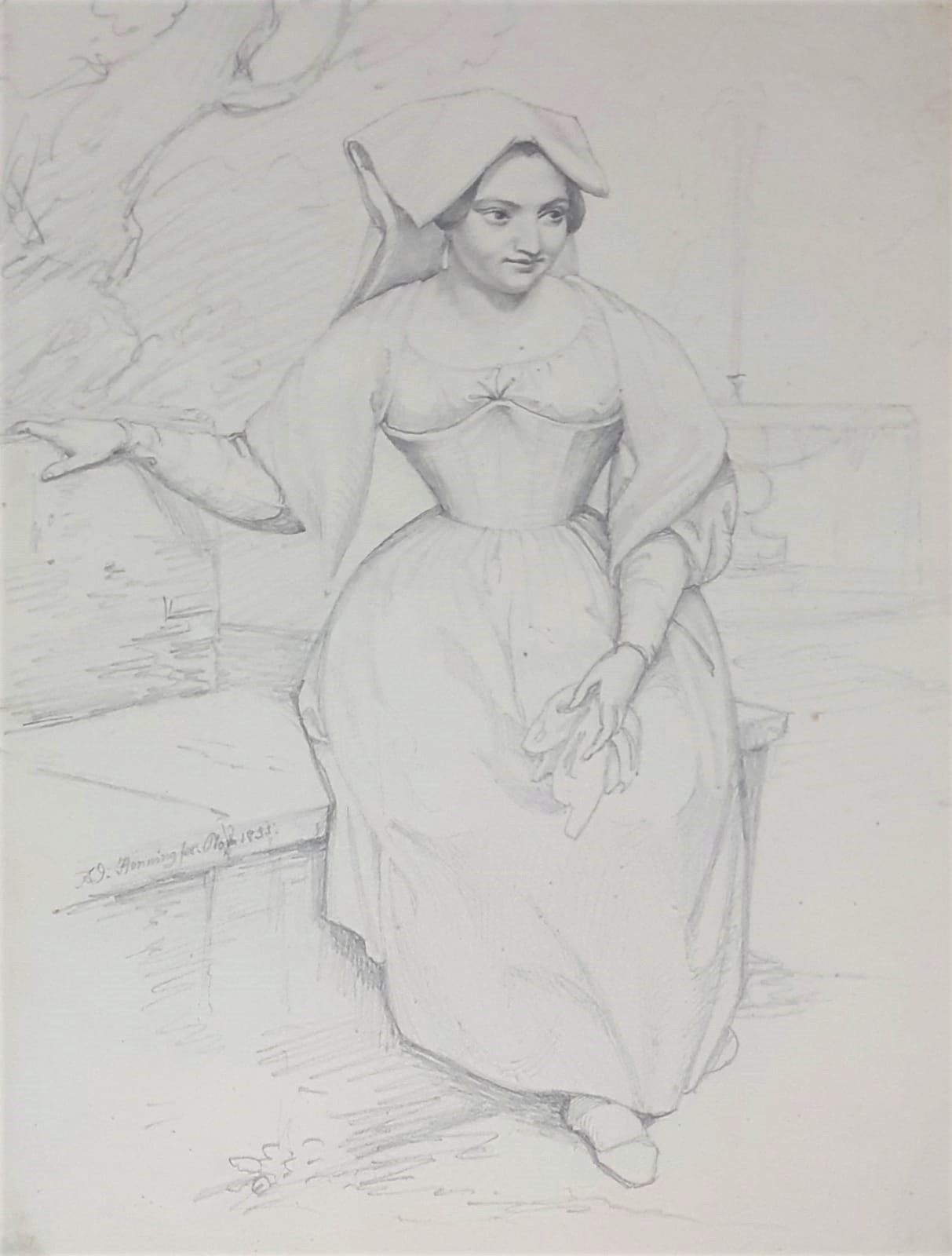
Bildnis einer Römerin (Fortunata Segatori), Bleistift auf Papier, Rom 1833

- - Achilles empfängt von Thetis eine neue Rüstung bei der Leiche des Patroklos
  - Der Zorn des Ajax
  - Aeneas flieht mit Anchises und Ascanius aus dem brennenden Troja
  - Der pflügende Romulus
  - Rettung des Odysseus durch den Schleier der Leukothea
  - Diana bewahrt Iphigenie vor der Opferung
- 1857: Allegorische Darstellung der Preußischen Provinzen in den Vouten des Weißen Saales des Berliner Stadtschlosses bei der Neugestaltung durch Friedrich August Stüler und Albert Dietrich Schadow
- Porträt der Laura Gräfin von Arnim-Boitzenburg geb. von Lotzbeck (Muskau), Öl auf Leinwand, bez. A. Henning 1879, (Deutschland, Familienbesitz)